# أكاسيا (أسطورة)
أكاسيا (بالإنجليزية: Acacia)‏ الأكاسيون أرباب قيل إنهم ولدوا تحت شجرة الأكاسيا الخاصة بالربة سوسیس Saosis شمال هيليوبوليس. ويفترضون أن حورس Horus نفسه ظهر من الشجرة بحسب النص رقم 436 من نصوص الأهرام. ويشير كتاب الموتى إلى الشجرة على النحو التالي:
وفي فصل من الدخول إلى قاعة «ماعات» لمديح أوزيريس خنتي أمنتي (أي أوزيريس رب العالم السفلي):
وهي ترنيمة مديح لرع عندما يظهر في الأفق وعندما يغيب في أرض الحياة. وقد ربطت أساطير متأخرة شجرة أكاسيا سوسیس لیس بالولادة فقط، بل أيضا بالموت وحياة الآخرة. وجاء في «كتاب الموتى» أن بعض الأطفال يقودون الموتى إلى شجرة الأكاسيا. ونصوص القبر أيضا تشير إلى شجرة الأكاسيا، فهي تصف تلك الأجزاء من الشجرة التي يدقها ويعصرها الموتى. ويقال إن هذه الأجزاء ذات تأثير شاف لأمراض البشر.
وقد استخدم المصريون القدماء الأكاسيا في الكثير من أعمالهم. فكانوا يصنعون منها كثيرًا من الأدوات والمسامير أو السدادات الخشبية والأصنام وبعض الصناديق الصغيرة، أو أجزاء من الصناديق التي تتطلب أن تكون من الخشب القاسي. وكانت بذور الأكاسيا تستخدم في الصباغ. وهناك أنواع من الأكاسيا وجدت داخل الصحراء أو على تخومها، ومنها كانوا يصنعون مقابض للرماح. كما أنهم يستخرجون الصمغ من هذه الشجرة.

## إتمولوجيا
أكاسيا: ACACIA كلمة من أصل لاتينى مشتقة من اليونانية، وتعنى من هو بدون شر أو مرض. والأكاسيا ترمز إلى خشب السنط المرتبط بأسطورة أحيرام وبناء الهيكل المزعوم. والأكاسيا شجرة مقدسة عند الماسون، وغصن الأكاسيا الموضوع على جثة أحيرام له علاقة مع الوزال، والوزال نبات زهره أصفر من فصيلة القرنيات كان يستعمل لدفن الموتى.